# Helena Fibingerová
Helena Fibingerová (Checoslovaquia, 13 de julio de 1949) fue una atleta checoslovaca, especializada en la prueba de lanzamiento de peso en la que llegó a ser campeona mundial en 1983.

## Carrera deportiva
En el Mundial de Helsinki 1983 ganó la medalla de oro en lanzamiento de peso, con una marca de 21.05 metros, por delante de las alemanas Helma Knorscheidt (plata con 20.70 m) y Ilona Schoknecht-Slupianek (bronce con 20.56 m).